# قناة الحافظ
قناة الحافظ، (بالإنجليزية: Al-Hafez Channel)‏، هي فضائية إسلامية سلفية التوجه.

## تاريخ القناة
- منذ افتتاح قناة الحافظ وحتى ثورة 25 يناير كانت قناة الحافظ عبارة عن كتاب لتحفيظ «القرآن الكريم» في شكل عصري جديد، حيث تم توظيف التكنولوجيا الحديثة لتعليم التجويد والقراءات، بما يوفر الجهد والوقت على الحفظة والمحفظين.وقد اتخذت القناة في بدايتها الوسطية والاعتدال منهجًا، لترسيخ مبادئ القرآن، وتعتمد القناة الأساليب العلمية الحديثة كأقصر الطرق لتعليم مهارات الحفظ وأحكام التلاوة، مستعينة في تحقيق هذا الهدف بالله أولاً، ثم بكبار العلماء والخبراء في علوم القرآن، لكنها في الوقت ذاته لم تغفل الجوانب الحياتية، لتقدم للمشاهد رؤية متكاملة تساعده في دينه ودنيا

### إيقاف القناة
تعرضت القناة لللإيقاف أول مرة لمدة 30 يومًا بسبب دعوي قضائية أقامتها الممثلة إلهام شاهين بدعوي سب وقذف أحد ضيوف القناة لها وهو الشيخ عبد الله بدر ، ثم أغلقت نهائيًا بعد ثورة 30 يونيو 2013 في مصر وعزل الرئيس محمد مرسي في 3 يوليو، وتم اقتحام القناة وتم القبض علي مدير القناة عاطف عبد الرشيد أثناء تواجده بمقرها، ثم تم الإفراج عنه بعدها بعدة أيام.

## تردد القناة
قناة الحافظ على القمر الصناعي نايل سات
- التردد 12340
- معدل الترميز: 27500
- الاستقطاب: افقي
- معامل ترميز الخطأ:3/4

## أهداف القناة المعلنة
- تحفيظ كتاب الله الكريم وترسيخه في صدور المسلمين.
- تدريس وتعليم علوم القرآن الكريم وأحكامه.
- إزالة الشبهات عن القرآن الكريم والحفاظ عليه من التحريف والتشويه.
- الاهتمام بالسنة النبوية المطهرة باعتبارها مفصلة وشارحة للقرآن الكريم.

## برامج القناة
تدور برامج القناة حول الموضوعات التالية:
- التحفيظ والتعليم علوم القرآن الكريم وأحكام تلاوته وطرق حفظه.
- إعجاز القرآن الكريم في كافة المجالات.
- السنة النبوية المطهرة.
- توضيح وتبين الشبهات والأباطيل والرد عليها.
- حكايات الحفاظ والمحفظين.
- الرسم المصحفى.
- القرآن والحياة.
- آداب حفظ القرآن الكريم.
- فرسان المنابر.

## وصلات خارجية
- قناة الحافظ الفضائية على اليوتيوب